# 京都大学医疗技术短期大学部
京都大学医疗技术短期大学部（日语：／ Kyōto Daigaku Iryō Gijutsu  Tanki Daigakubu *），简称「京大医短」或「医短」是过去一所位于日本京都府京都市左京区的国立短期大学。

## 概要

### 简介
- 学校最早可以追溯到1899年、短期大学为于1975年开办[1]、由京都大学经营。招生到2003年[注 4]、停办于2007年[1]。

### 历史
- 1975年 今年4月22日京都大学医疗技术短期大学部成立并同时设置护理科和专科助产学特別专攻[2][1]。
- 1976年 卫生技术学科成立[1]、护理科变更为护理学科[3]。
- 1982年 两个学科成立、以下列举[1]。
  - 物理治疗学科[注 2]
  - 职能治疗学科[注 3]
- 2003年 除专科助产学特別专攻以外招生最后[3]。
- 2006年 专科助产学特別专攻招生最后。
- 2007年 今年3月31日正式停办[3]。

## 学校环境
- 校区：在了京都府京都市左京区

## 历任校长
- 冈本道雄：第一代短期大学校长[4]。

## 组织

### 学科
- 护理学科
- 卫生技术学科
- 物理治疗学科[注 2]
- 职能治疗学科[注 3]

### 专科
| - 助产学特別专攻 |

### 业余课程
| - 没有 |

## 相关链接
- 日本短期大学列表
- 京都大学